# Bob Gregory
Bob Gregory (Los Angeles, 20 ottobre 1921 – Los Angeles, 5 dicembre 2003) è stato un fumettista statunitense.
Apprese i fondamenti del disegno all'Otis Art Institute di Los Angeles. Dopo varie esperienze nel campo editoriale e pubblicitario (ma non in quello dell'animazione) nel 1957 si presentò alla Western Publishing, proponendo ai direttori editoriali Chase Craig e Del Connell alcune sceneggiature con i personaggi disneyani. Le storie proposte da Gregory vennero ritenute interessanti e nel giro di pochi giorni l'allora trentaseienne cartoonist venne messo sotto contratto.
La sua prima storia disney, Donald Duck - The fabolous Fiddlesticks (conosciuta in Italia come Zio Paperone e l'extradivario) venne pubblicata nel n. 68 dell'albo Donald Duck nel novembre 1958 con i disegni di Tony Strobl. In questa sua prima storia, ambientata a Venezia, i paperi sono impegnati nella ricerca di un prezioso violino.
Introdusse nelle storie disney il Club dei miliardari, di cui Paperon de' Paperoni è un membro, nella storia The Christmas Cha Cha (1959), scritta da Gregory e disegnata da Carl Barks.
Gregory continuò a scrivere storie disney per 27 anni. Gregory oltre che un buon sceneggiatore era anche un discreto disegnatore e dagli anni sessanta in poi illustrò lui stesso buona parte delle sue sceneggiature. Nella stragrande maggioranza delle storie disney sceneggiate e/o disegnate da lui i protagonisti sono i paperi. Realizzò solo una storia con Topolino apparsa nel 1974 sul n. 49 di Walt Disney Comics Digest.
Gregory non sceneggiò e disegnò solo storie disney ma anche altre storie a fumetti come quelli di Picchiarello, Tom & Jerry, Braccobaldo e Wally Gator.